# 福井市水道記念館

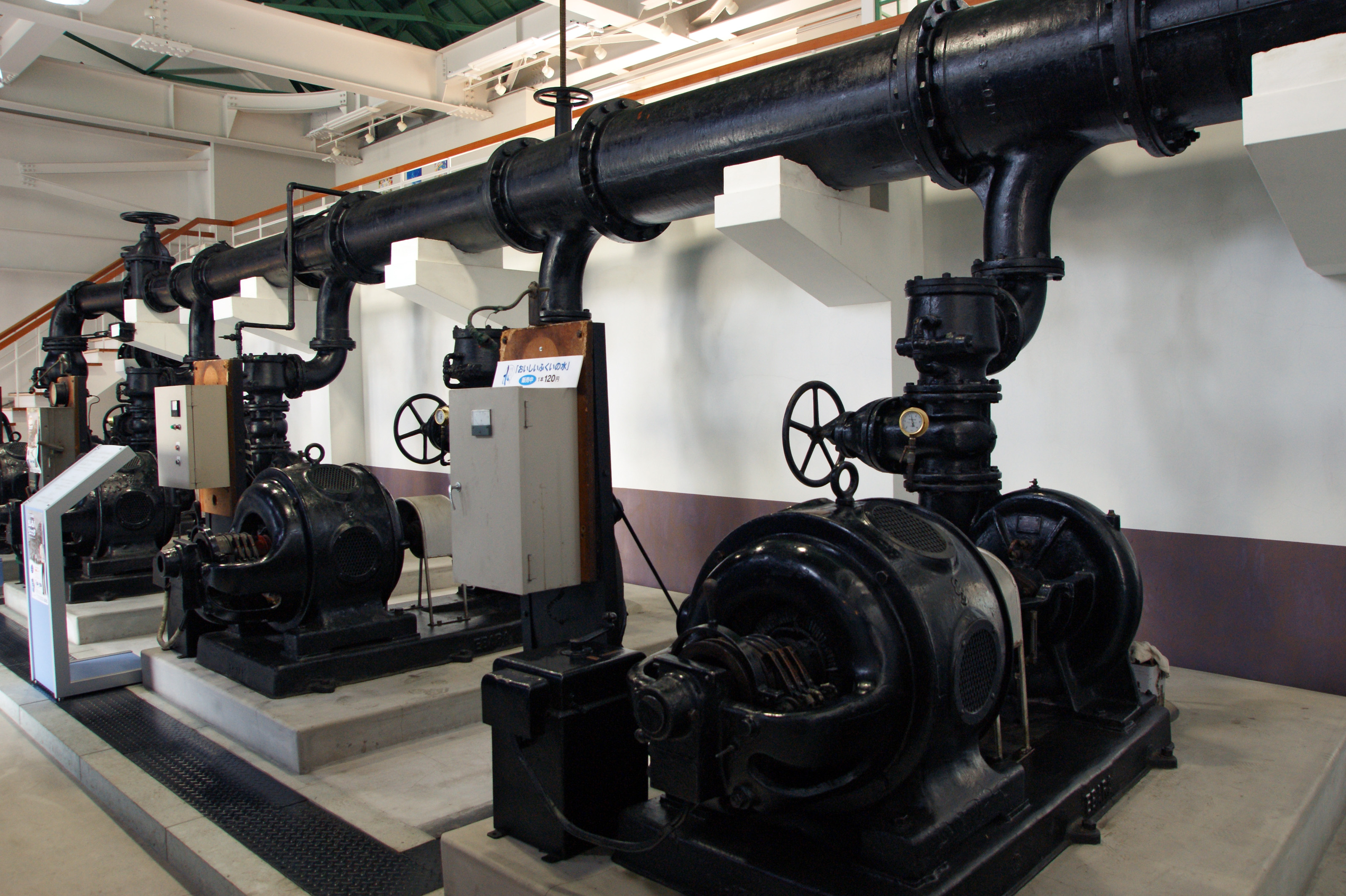
大型揚水ポンプ

 福井市水道記念館（ふくいしすいどうきねんかん）は、福井県福井市足羽にある博物館。

## 概要
記念館の建物は、1924年（大正13年）の竣工から1991年（平成3年）まで福井市の上水道施設として使用されていた洋風建築「旧足羽揚水ポンプ場」である。市民の保存要望を受けて、保存活用することになった。改修工事は1996年(平成8年)から実施され、2004年（平成16年）4月に開館した。
館内では、現役時代の大型揚水ポンプを展示するとともに、福井市の水道事業の歴史をパネルで紹介する。
2011年1月、国の登録有形文化財に登録された。

## 利用情報
- 開館時間 - 9時 - 16時30分
- 休館日 - 月曜（月曜が祝日の場合は火曜）、年末年始（12月29日～1月3日）
- 入館無料

## 交通アクセス
- 北陸新幹線・ハピラインふくい線・えちぜん鉄道勝山永平寺線 福井駅より
  - 京福バス
    - 72・74系統（清水グリーンライン線）「左内公園口」バス停留所下車、徒歩約1分
    - 70系統（運動公園線 道守高校先回り）「久保町」バス停留所下車、徒歩約6分
    - すまいるバス西ルート（照手・足羽方面）「愛宕坂」バス停留所下車、徒歩約3分
- 福井鉄道福武線 足羽山公園口駅下車、徒歩約6分

## 周辺
- 左内公園（橋本左内の墓）
- 足羽山（足羽神社、福井市自然史博物館）
- 百段坂
- 愛宕坂（愛宕坂茶道美術館、橘曙覧記念文学館）